# Stefano IV d'Ungheria
Stefano IV d'Ungheria (in ungherese IV. István, in croato Stjepan IV, in slovacco Štefan IV) (Buda, 1133 – Zemun, 11 aprile 1165) salito al trono tra il 1163 e il 1165, quando usurpò la corona di suo nipote, Stefano III.
Terzo figlio di Béla II d'Ungheria, quando la sua cospirazione contro suo fratello Géza II fallì, fu esiliato dal regno d'Ungheria nell'estate del 1157. Dapprima cercò rifugio nel Sacro Romano Impero, ma non ricevette alcun sostegno dall'imperatore Federico Barbarossa. Per tale ragione, poco dopo si trasferì nell'impero bizantino, dove sposò una nipote dell'imperatore Manuele I Comneno, Maria, e si convertì alla religione ortodossa.
Dopo la morte di Geza II il 31 maggio 1162, l'imperatore Manuele tentò di assistere Stefano contro suo nipote e omonimo, Stefano III, nella conquista della corona. Sebbene i nobili magiari fossero disposti ad abbandonare il loro giovane monarca, essi si opposero fortemente a Stefano e preferirono suo fratello, Ladislao II. Quest'ultimo concesse a Stefano l'amministrazione del ducatus, che comprendeva un terzo del regno. Ladislao II morì il 14 gennaio 1163 e gli successe Stefano. Luca, arcivescovo di Esztergom, che rimase un convinto sostenitore del giovane espulso Stefano III, negò di presenziare la cerimonia di incoronazione e lo scomunicò. Stefano IV si dimostrò impopolare tra i signori ungheresi, consentendo a suo nipote di radunare un esercito. Nel corso della battaglia che ne seguì, combattuta ad Albareale il 19 giugno 1163, il giovane Stefano sbaragliò suo zio, costringendolo ancora una volta a fuggire dall'Ungheria.
Stefano tentò di riconquistare la sua corona con l'assistenza di Manuele I e Federico Barbarossa, ma entrambi gli imperatori non gli fornirono alcun sostegno. L'imperatore Manuele lo nominò a capo di Sirmio, situata in una regione fortemente contesa con l'Ungheria. Stefano morì per avvelenamento da parte dei sostenitori di suo nipote durante l'assedio di Zimony (oggi Zemun, in Serbia).

## Biografia

### Primi anni (1133 circa-1157)

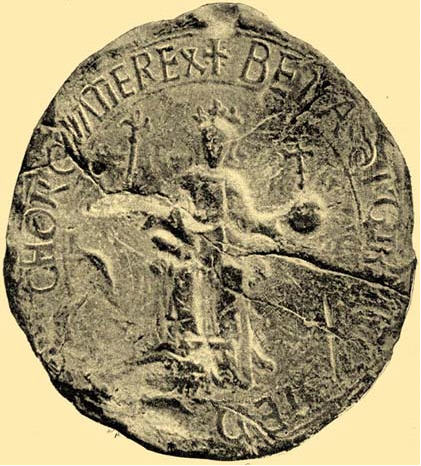
Il sigillo del padre di Stefano, re Béla II d'Ungheria

Stefano era il terzo figlio del re Béla II il Cieco e di sua moglie, Elena di Rascia, e nacque intorno al 1133. La prima notizia relativa alla vita di Stefano risale al mandato di suo fratello maggiore, Géza II, succeduto al padre il 13 febbraio 1141. Come riferisce la Chronica Picta, Géza «concesse delle rendite ducali ai suoi fratelli», Ladislao e Stefano. Mentre la cronaca non specifica la data di questo evento, lo storico Bálint Hóman indica come anno ol 1146. Tuttavia, gli studiosi Ferenc Makk e Gyula Kristó affermano che ciò accadde più tardi, intorno al 1152, ovvero nello stesso frangente in cui Géza II nominò ufficialmente suo figlio, Stefano, come suo erede.
Secondo il cronista tedesco di Frisinga dell'epoca Rahewin, Stefano fu «accusato davanti alla corona di aspirare al potere regio» insieme ad alcuni dei suoi sostenitori e in particolare allo zio, Beloš. Con il timore di essere catturato e giustiziato da suo fratello, Stefano cercò rifugio nel Sacro Romano Impero nell'estate del 1157.
(Gesta Friderici Imperatoris)

### In esilio (1157-1162)

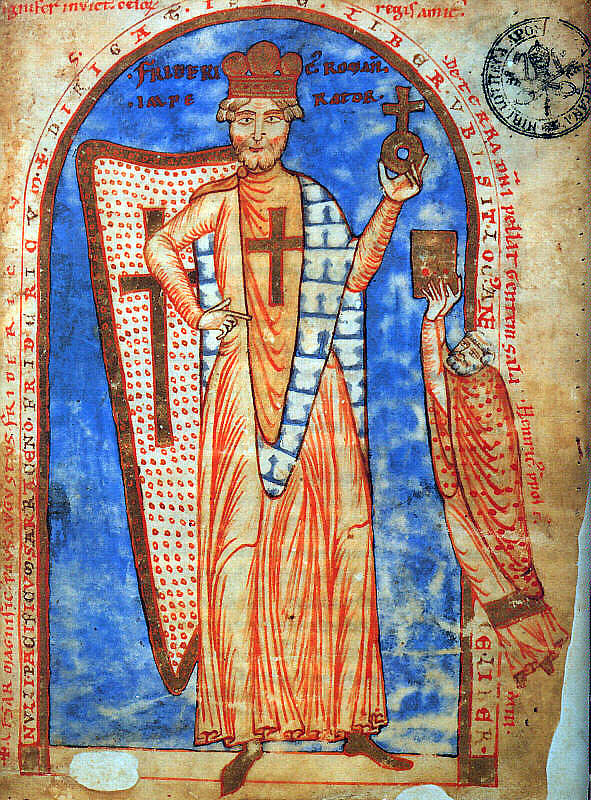
Federico Barbarossa, imperatore del Sacro Romano Impero, che scelse di non fornire assistenza a Stefano

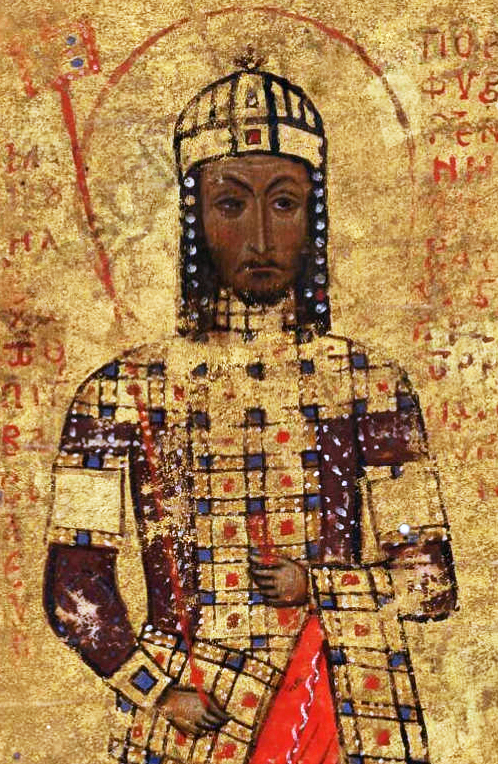
L'imperatore bizantino Manuele I Comneno che invece aiutò Stefano nella sua lotta per la corona

Federico Barbarossa, imperatore del Sacro Romano Impero, si dimostrò disponibile ad arbitrare il conflitto tra Geza II e Stefano, e, per tale scopo, spedì i suoi ambasciatore in Ungheria. Allo stesso modo, Géza inviò i suoi emissari in Germania; all'inizio Barbarossa pensò che «la disputa anda[sse] risolta o dividendo il regno o condannando le azioni dell'uno o dell'altro», ma alla fine «decise di rinviare a un momento più opportuno la risoluzione di questa lite», in quanto stava progettando di invadere l'Italia. Di conseguenza, con il consenso di Federico I, Stefano partì alla volta di Costantinopoli, un viaggio questo testimoniato dallo storico coevo Niceta Coniata, il quale riferisce che Stefano fuggì «dalle grinfie assassine di suo fratello».
L'imperatore bizantino Manuele I Comneno lo accolse e organizzò il matrimonio di Stefano con sua nipote Maria; secondo Gerhoh di Reichersberg, un teologo tedesco del XII secolo, il magiaro si convertì alla religione ortodossa nella stessa occasione. Anche il fratello di Stefano, Ladislao, arrivò nella capitale bizantina intorno al 1160, ma si rifiutò di sposare una parente dell'imperatore.
Manuele I, la cui preoccupazione principale riguardava l'insicurezza della frontiera orientale del suo impero in quel momento, non si mostrò disponibile ad aiutare Stefano, ragion per cui quest'ultimo si mise in viaggio verso ovest, incontrando di nuovo, in un momento imprecisato tra la fine del 1160 e l'inizio del 1161, l'imperatore Federico I a Parma. Egli promise a Federico I di «pagargli 3.000 marchi ogni anno» se l'imperatore lo avesse aiutato a ottenere il trono del regno d'Ungheria. Quando Federico, che stava preparando l'assedio di Milano, non promise alcuna assistenza al magiaro, questi fece presto ritorno a sud, a Costantinopoli. Secondo lo storico Paul Stephenson questo evento avvenne nel marzo 1164.
Géza II morì il 31 maggio 1162 e, pochi giorni più tardi, suo figlio di 15 anni, Stefano III, fu incoronato re da Luca, arcivescovo di Esztergom. Manuele I Comneno inviò degli ambasciatori in Ungheria per promuovere la pretesa alla corona dell'anziano Stefano contro il giovane re; tuttavia, i nobili ungheresi si opposero, in quanto «ritenevano svantaggioso unirsi a un uomo che era imparentato con l'imperatore per matrimonio e temevano che sarebbero stati amministrati da lui come egli veniva governato» dall'imperatore Manuele. Stefano tornò in Ungheria accompagnato da un esercito bizantino al comando di Alessio Contostefano. L'esercito bizantino marciò fino ad Haram (oggi Ram, in Serbia), dove furono aperti nuovi negoziati tra gli inviati bizantini e la delegazione ungherese. Dalle trattative emerse un accordo di compromesso, con i signori ungheresi che riconobbero la pretesa alla corona del fratello maggiore di Stefano, Ladislao, e costrinsero Stefano III a cercare asilo in Austria sei settimane dopo la sua incoronazione.

### Duca e re (1162-1163)

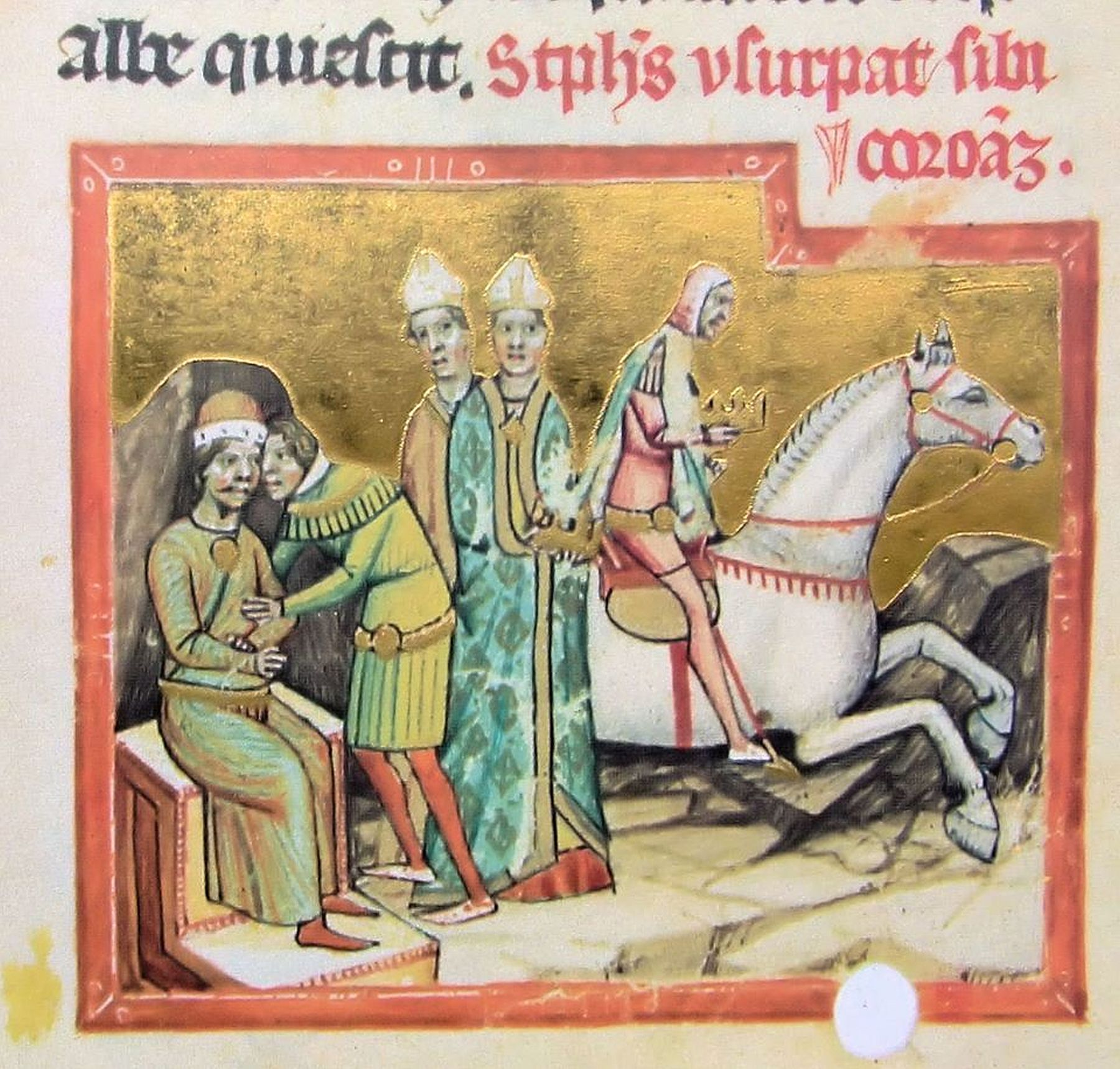
Il fratello di Stefano, Ladislao II, ruba la corona al nipote, Stefano III. Miniatura tratta dalla Chronica Picta

Ladislao fu incoronato re nel luglio 1162 da Mikó, arcivescovo di Kalocsa, perché il suo omologo Luca rimase fedele al re espulso e considerò Ladislao alla stregua di un usurpatore. A Stefano fu riservato «il trattamento di urum» ("Mio signore") da suo fratello, perché "tra gli ungheresi, questo nome significa colui che succederà all'autorità reale". La cronaca di Enrico di Mügeln riferisce che il sovrano appena incoronato concesse un terzo del regno d'Ungheria, il cosiddetto ducato, alla gestione di Stefano, con lo storico Florin Curta che ha specificato come il ducato di Stefano si estendeva nelle regioni meridionali del regno.
Ladislao II morì il 14 gennaio 1163 e Stefano fu incoronato re tredici giorni dopo. Ancora una volta fu Mikó di Kalocsa a presenziare la cerimonia, in quanto Luca di Esztergom si rifiutò di partecipare. Quest'ultimo, oltre a dichiarare illegittimo il mandato del nuovo sovrano, lo scomunicò e, secondo il Gerhoh di Reichersberg, Stefano proibì come contromisura ai prelati ungheresi di inviare dei messaggeri da papa Alessandro III o di incontrare i legati pontifici.
Secondo Cinnamo, Stefano, che si autoindicò come Stefano III nell'unico statuto disponibile che riporta quest'informazione, «sembrava addolorato ed era eccessivamente caustico sui personaggi [politici] principali» attivi in Ungheria. Un gruppo di nobili magiari iniziò a cospirare contro Stefano a favore del nipote espulso. Su richiesta di Stefano, l'imperatore Manuele inviò un esercito in Ungheria a marzo, ma la notizia dell'avvicinarsi di queste truppe straniere rafforzò la posizione di Stefano, in quanto attirò nuovi simpatizzanti. La situazione interna del regno magiaro, invero poco stabile, favorì lo scoppio di una ribellione scoppiò non appena i soldati bizantini lasciarono l'Ungheria.
Con l'approvazione dell'imperatore Federico Barbarossa, Stefano III radunò un esercito di mercenari tedeschi e di aristocratici ungheresi scontenti e lanciò una campagna contro suo zio. La battaglia decisiva fu combattuta ad Albareale (Székesfehérvár) il 19 giugno 1163 e terminò con una disfatta per Stefano IV. Egli fu infatti catturato durante la battaglia, ma suo nipote lo lasciò presto andare su consiglio dell'arcivescovo Luca.

### Ultimi anni (1163-1165)
Dopo essere stato espulso, Stefano si recò da Federico Barbarossa prima di partire per l'impero bizantino, raggiungendo in tutta fretta Sardica (l'odierna Sofia, in Bulgaria) per incontrare l'imperatore Manuele Comneno. Lì Stefano si dimostrò disposto ad accettare la sovranità di Manuele I se l'imperatore lo avesse aiutato a riottenere la corona. Convinto dalla proposta, l'imperatore «gli presentò del denaro» e mobilitò il suo esercito allo scopo di invadere l'Ungheria. Tuttavia, Manuele presto «si rese conto che sarebbe stato impossibile per Stefano governare la terra degli ungheresi», ragion per cui negoziò un trattato di pace con Stefano III a Belgrado. Ai sensi dell'intesa, il giovane re cedette ai bizantini Sirmio e di altre parti del suo regno in cambio della rinuncia della controparte a qualsiasi ulteriore sostegno indirizzato a suo zio. Abbandonato dal suo principale sostenitore, Stefano IV inviò i suoi uomini presso Federico Barbarossa a cavallo tra il 1163 e il 1164, ricevendo anche in quella sede un rifiuto.
Stefano III ruppe tuttavia presto il suo trattato con Manuele I. Suo zio, che si trovava ad Anchialo, sul Mar Nero (oggi Pomorie, in Bulgaria), arrivò a Sirmio nell'estate del 1164, sottomettendo e arruolando molti abitanti mentre marciava attraverso la regione. L'imperatore Manuele si unì a Stefano nella sua invasione dell'Ungheria. Il giovane monarca magiaro, Stefano III, ricevette assistenza militare dall'estero, evento che costrinse l'imperatore Manuele a concludere un trattato di pace con lui e a promettere, ancora una volta, di non sostenere Stefano IV in futuro. Rompendo nuovamente l'accordo, Stefano III d'Ungheria invase Sirmio nella primavera del 1165, costringendo suo zio, che si trovava nella città aggredita, a ritirarsi alla roccaforte di Zimony. Stefano III non si fermò e cinse d'assedio anche quell'insediamento e, secondo alcune fonti, gli attaccanti corruppero «alcuni degli ungheresi al servizio di Stefano» per avvelenarlo con un veleno a lento effetto, provocando la morte del re detronizzato l'11 aprile. Zimony cadde presto in mano ai magiari e il cadavere di Stefano fu «esposto davanti alle porte della città» senza un funerale. Le spoglie giacquero insepolte prima di essere deposte nella chiesa dedicata a Santo Stefano Protomartire a Zimony. In un frangente storico non meglio conosciuto, il corpo di Stefano fu trasferito nella basilica di Albareale.
(Niceta Coniata, Annali)

## Ascendenza
|                       |                 |                       | Genitori            |  |  | Nonni |  |  | Bisnonni          |  |  | Trisnonni         |  |
|                       |                 |                       |                     |  |  |       |  |  | Géza I d'Ungheria |  |  | Béla I d'Ungheria |  |
|                       |                 |                       |                     |  |  |       |  |  | Géza I d'Ungheria |  |  | Béla I d'Ungheria |  |
|                       |                 | Richeza di Polonia    |                     |  |  |       |  |  | Géza I d'Ungheria |  |  |                   |  |
| Álmos d'Ungheria      |                 |                       |                     |  |  |       |  |  | Géza I d'Ungheria |  |  |                   |  |
|                       |                 | Sofia di Loon         | Emmo di Loon        |  |  |       |  |  |                   |  |  |                   |  |
|                       |                 | Sofia di Loon         | Emmo di Loon        |  |  |       |  |  |                   |  |  |                   |  |
|                       |                 | Sofia di Loon         | Suanilde d'Olanda   |  |  |       |  |  |                   |  |  |                   |  |
| Béla II d'Ungheria    |                 | Sofia di Loon         |                     |  |  |       |  |  |                   |  |  |                   |  |
|                       |                 | Svjatopolk II di Kiev | Izjaslav I di Kiev  |  |  |       |  |  |                   |  |  |                   |  |
|                       |                 | Svjatopolk II di Kiev | Izjaslav I di Kiev  |  |  |       |  |  |                   |  |  |                   |  |
|                       |                 | Svjatopolk II di Kiev | Gertrude di Polonia |  |  |       |  |  |                   |  |  |                   |  |
| Predslava di Kiev     |                 | Svjatopolk II di Kiev |                     |  |  |       |  |  |                   |  |  |                   |  |
|                       |                 | ?                     | …                   |  |  |       |  |  |                   |  |  |                   |  |
|                       |                 | ?                     | …                   |  |  |       |  |  |                   |  |  |                   |  |
|                       |                 | ?                     | …                   |  |  |       |  |  |                   |  |  |                   |  |
| Stefano IV d'Ungheria |                 | ?                     |                     |  |  |       |  |  |                   |  |  |                   |  |
|                       | Marko di Rascia | Petrislav di Rascia   |                     |  |  |       |  |  |                   |  |  |                   |  |
|                       | Marko di Rascia | Petrislav di Rascia   |                     |  |  |       |  |  |                   |  |  |                   |  |
|                       | Marko di Rascia | …                     |                     |  |  |       |  |  |                   |  |  |                   |  |
| Uroš I di Rascia      | Marko di Rascia |                       |                     |  |  |       |  |  |                   |  |  |                   |  |
|                       |                 |                       | …                   |  |  |       |  |  |                   |  |  |                   |  |
|                       |                 |                       |                     |  |  |       |  |  |                   |  |  |                   |  |
|                       |                 | …                     |                     |  |  |       |  |  |                   |  |  |                   |  |
| Elena di Rascia       |                 |                       |                     |  |  |       |  |  |                   |  |  |                   |  |
|                       |                 | Costantino Diogene    | Romano IV Diogene   |  |  |       |  |  |                   |  |  |                   |  |
|                       |                 | Costantino Diogene    | Romano IV Diogene   |  |  |       |  |  |                   |  |  |                   |  |
|                       |                 | Costantino Diogene    | Anna di Bulgaria    |  |  |       |  |  |                   |  |  |                   |  |
| Anna Diogenissa       |                 | Costantino Diogene    |                     |  |  |       |  |  |                   |  |  |                   |  |
|                       |                 | Teodora Comnena       | Giovanni Comneno    |  |  |       |  |  |                   |  |  |                   |  |
|                       |                 | Teodora Comnena       | Giovanni Comneno    |  |  |       |  |  |                   |  |  |                   |  |
|                       |                 | Teodora Comnena       | Anna Dalassena      |  |  |       |  |  |                   |  |  |                   |  |
|                       |                 | Teodora Comnena       |                     |  |  |       |  |  |                   |  |  |                   |  |

## Discendenza
La moglie di Stefano, Maria, era la figlia del sebastocratore Isacco Comneno, fratello minore dell'imperatore Manuele I. Sua madre era la prima moglie di Isacco Comneno, Teodora, la cui famiglia risulta sconosciuta. Dal matrimonio la coppia non ebbe alcun figlio, o quanto meno non un discendente di cui sia attesta la nascita.

### Fonti primarie
- Giovanni Cinnamo, Deeds of John and Manuel Comnenus by John Kinnamos, traduzione di Charles M. Brand, Columbia University Press, 1976, ISBN 0-231-04080-6.
- Niceta Coniata, O City of Byzantium, Annals of Niketas Choniatēs, traduzione di Harry J. Magoulias, Wayne State University Press, 1984, ISBN 978-0-8143-1764-8.
- Ottone di Frisinga, Gesta Friderici Imperatoris, traduzione di Charles Christopher Mierow, Columbia University Press, 2004, ISBN 0-231-13419-3.
- Dezső Dercsényi, Leslie S. Domonkos (a cura di), Chronica Picta, Corvina, Taplinger Publishing, 1970, ISBN 0-8008-4015-1.

### Fonti secondarie
- (EN) Július Bartl, Dušan Škvarna, Viliam Čičaj e Mária Kohútova, Slovak History: Chronology & Lexicon, Wauconda, Bolchazy-Carducci Publishers, 2002, ISBN 978-08-65-16444-4.
- (EN) Florin Curta, Southeastern Europe in the Middle Ages, 500-1250, Cambridge, Cambridge University Press, 2006, ISBN 978-0-511-81563-8.
- (EN) Pál Engel, The Realm of St Stephen: A History of Medieval Hungary, 895-1526, I.B. Tauris Publishers, 2001, ISBN 1-86064-061-3.
- (HU) Gyula Kristó e Ferenc Makk, Az Árpád-ház uralkodói [Sovrani della casata degli Arpadi], I.P.C. Könyvek, 1996, ISBN 963-7930-97-3.
- (EN) Paul Magdalino, The Empire of Manuel Komnenos, 1143-1180, Cambridge University Press, 1993, ISBN 0-521-52653-1.
- (EN) Ferenc Makk, The Árpáds and the Comneni: Political Relations between Hungary and Byzantium in the 12th century, traduzione di György Novák, Akadémiai Kiadó, 1989, ISBN 963-05-5268-X.
- (HU) Ferenc Makk, IV. István, in Gyula Kristó, Pál Engel e Ferenc Makk, Korai magyar történeti lexikon (9-14. század) [Enciclopedia dell'Antica Storia Ungherese (IX-XIV secolo], Akadémiai Kiadó, 1994,  pp. 293-294, ISBN 963-05-6722-9.
- (EN) Paul Stephenson, Byzantium's Balkan Frontier: A Political Study of the Northern Balkans, 900-1204, Cambridge University Press, 2000, ISBN 978-0-521-02756-4.